# هنري السابع ملك ألمانيا
هنري السابع (1211 – 12 فبراير 1242)، كان فردًا من سلالة هوهنشتاوفن الحاكمة، تربّع ملكًا على صقلية بين عامي 1212 و1217، وكان ملك ألمانيا (ملك الرومان؛ وهو لقب ألماني للملك) بين عامي 1220 و1235، بصفته نجل وشريك حكم الإمبراطور فريدريك الثاني. كان هنري السابع الذي يحكم ألمانيا، ولكن تجنبًا للخلط بينه وبين الإمبراطور هنري السابع من آل لوكسمبورغ، فإنه عادة ما يطلق عليه اسم هنري (السابع).

## الوصاية
ولد هنري في صقلية، وكان الابن الوحيد للملك فريدريك الثاني وزوجته الأولى كونستانس من أراغون. كان الأخ الأكبر لكونراد الرابع، الذي خلفه في النهاية كملك.
في حين سعى فريدريك إلى انتخابه ملكًا ألمانيًا ضد منافسه الفلفي أوتو الرابع، توّج ابنه الجديد ملك صقلية (هنري الثاني) على يد البابا إينوسنت الثالث في مارس عام 1212، إذ أوضح اتفاق بين فريدريك والبابا أن مملكتي ألمانيا وصقلية لا ينبغي توحيدهما تحت حاكم واحد. لهذا، ذهبت وصاية ملكوت صقلية إلى أمه كونستانس وليس إلى والده.
لكن بعد وفاة البابا في عام 1216، دعا فريدريك ابنه إلى مملكة ألمانيا، وعهد إليه بدوقية شوابيا، وتولى مرة أخرى لقب ملك صقلية في عام 1217. ظلت والدة هنري حاكمة في صقلية، نيابة عن زوجها في ذلك الوقت، حتى سنة 1220. بعد سقوط أسرة زارنيين الشوابية الحاكمة عام 1219، تولى هنري أيضًا وقتها لقب قائدة بورغندي، إلا أن هذا اللقب اختفى عندما انتُخب هنري ملكًا.
في 20/26 أبريل عام 1220، انتخب الأمراء الألمان المجتمعون في فرانكفورت هنري ملك الرومان، وعلى إثر ذلك أصدر الإمبراطور معاهدة مع أمراء الكنيسة، يحابي فيها الأمراء الأساقفة. كانت الانتخابات شرطًا لفريدريك الثاني لرد وعوده الصليبية لعام 1215، لأن مسألة الخلافة، في حالة وفاة الإمبراطور في الحرب الصليبية، كانت توضحها تلك الوعود. لم يعترف البابا هونوريوس الثالث بالانتخابات، كما حرم هنري من حقوقه في المملكة الصقلية، لأنه (كما سلفه) كان يريد منع اتحاد البلدين. أيضًا، رفض عديدُ من الأمراء الألمان الانتخابات في البداية.
عد عودة فردريك الثاني إلى مملكة إيطاليا في عام 1220، وُضع هنري تحت وصاية رئيس أساقفة كولونيا إنغلبرت الأول، الذي توّجه ملكًا على ألمانيا في 8 مايو عام 1220، في آخن. على الرغم من خطبة هنري رسميًا من الأميرة أغنيس من بوهيميا المنتمية لآل برميسل، ابنة ملك بوهيميا أوتوكار الأول، إلا أن إنجلبرت خطط لتزويجه من إيزابيلا من إنكلترا، إحدى بنات الملك جون لاكلاند؛ ولكن هذا الاتحاد لم يحدث قط. بعد وفاة إنجلبرت في عام 1225، تولى الوصاية من بعده لويس الأول من بافاريا. كان الملك الشاب في أغلب الوقت في كنف رعاية الوزراء الإمبراطوريين. أيضًا قاموا بدور إداريين لدوقيته الشوابية. في الوقت نفسه، ألغيت الخطوبة بين هنري والأميرة البوهيمية.
في نورنبرغ، 29 نوفمبر عام 1225، وبأمر من والده، تزوج هنري مارغريت من بابنبرغ، ابنة الدوق ليوبولد السادس من النمسا، وهي امرأة أكبر منه بسبع سنوات. بعد ستة عشر شهرًا، في 23 مارس عام 1227، توِّجت ملكة ألمانية في آخن. أنتج الزواج ابنين هما هنري وفريدريك، توفيا كلاهما في سن مبكرة.
بدا عن هنري أنه كان حاكمًا نشطًا ومثقفًا، وأبقى على العديد من أغاني الحب المكتوبة في بلاطه. من الممكن أيضًا أنه كتب بنفسه بعضًا من أشعار الحب. كان قوي البنية، رعم كونه أعرج، وكان طوله نحو 1.66 متر.